# Le Grippon
Le Grippon is een gemeente in het Franse departement Manche (regio Normandië). De plaats maakt deel uit van het arrondissement Avranches. Le Grippon is op 1 januari 2016 ontstaan door de fusie van de gemeenten Les Chambres en Champcervon. De gemeente telde 390 inwoners op 1 januari 2022.

## Geografie
De oppervlakte van Le Grippon bedroeg op 1 januari 2022 9,81 vierkante kilometer; de bevolkingsdichtheid was toen 39,8 inwoners per km².

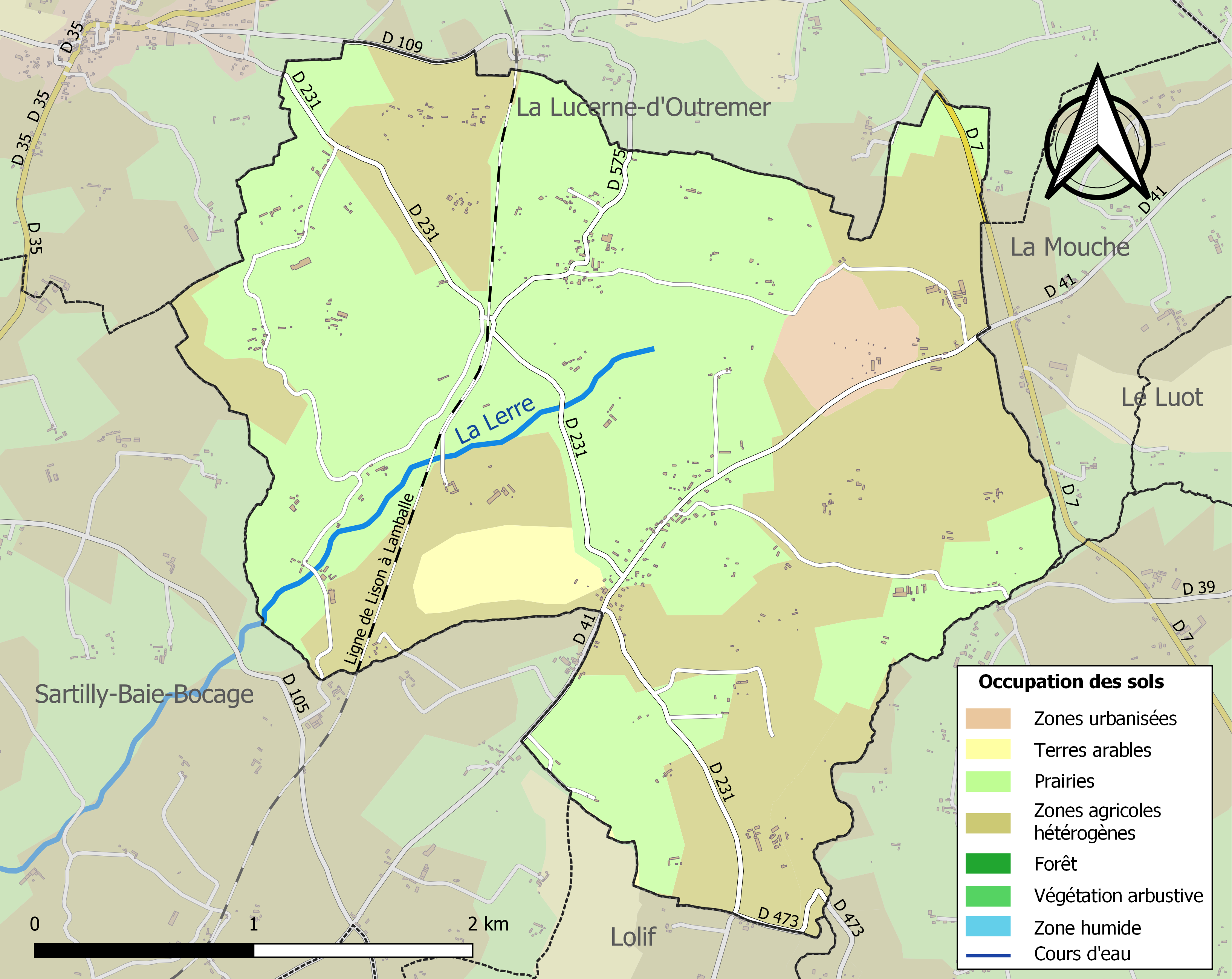
Kaart van de gemeente met de belangrijkste infrastructuur, bodemgebruik en omliggende gemeenten